# Municipio de Byron (condado de Buchanan)
El municipio de Byron (en inglés: Byron Township) es un municipio ubicado en el condado de Buchanan en el estado estadounidense de Iowa. En el año 2010 tenía una población de 1057 habitantes y una densidad poblacional de 11,18 personas por km².

## Geografía
El municipio de Byron se encuentra ubicado en las coordenadas 42°30′44″N 91°47′11″O / 42.51222, -91.78639. Según la Oficina del Censo de los Estados Unidos, el municipio tiene una superficie total de 94.5 km², de la cual 94,5 km² corresponden a tierra firme y (0 %) 0 km² es agua.

## Demografía
Según el censo de 2010, había 1057 personas residiendo en el municipio de Byron. La densidad de población era de 11,18 hab./km². De los 1057 habitantes, el municipio de Byron estaba compuesto por el 98,49 % blancos, el 0,09 % eran amerindios, el 0,19 % eran asiáticos, el 0,09 % eran de otras razas y el 1,14 % eran de una mezcla de razas. Del total de la población el 0,38 % eran hispanos o latinos de cualquier raza.